# Žabalj
Žabalj (ćir.: Жабаљ, mađ.: Zsablya, njem.: Josefsdorf) je grad i središte istoimene općine u Južnobačkom okrugu u Vojvodini.

## Stanovništvo
U gradu Žablju živi 9598 stanovnika, od toga 7493 punoljetna stanovnika, a prosječna starost stanovništva iznosi 37,7 godina (36,5 kod muškaraca i 38,9 kod žena). U naselju ima 3.073 domaćinstavo, a prosječan broj članova po domaćinstvu je 3,12.
Prema popisu stanovništva iz 1991. godine u gradu je živjelo 8766 stanovnika.
| Etnički sastav 2002. |            |         |
| Narod                | Stanovnika | %       |
| Srbi                 | 8672       | 90,35 % |
| Romi                 | 202        | 2,10 %  |
| Jugoslaveni          | 119        | 1,23 %  |
| Hrvati               | 88         | 0,91 %  |
| Mađari               | 85         | 0,88 %  |
| Rusini               | 31         | 0,32 %  |
| Makedonci            | 20         | 0,20 %  |
| Albanci              | 16         | 0,16 %  |
| Crnogorci            | 9          | 0,09 %  |
| ostali               | 30         | 0,31 %  |
| nepoznato            | 86         | 0,89 %  |

| broj stanovnika | 6273  | 6672  | 7457  | 7851  | 8503  | 8766  | 9598  |
|                 | 1948. | 1953. | 1961. | 1971. | 1981. | 1991. | 2001. |

## Galerija
| - Katolička crkva - Toranj Katoličke crkve - Spomenik žrtvama racije 1942. kod Žablja |

## Vanjske poveznice
- Karte, udaljenonosti, vremenska prognoza  Arhivirana inačica izvorne stranice od 20. siječnja 2009. (Wayback Machine)
- Satelitska snimka naselja
- Informacije o naselju  Arhivirana inačica izvorne stranice od 19. studenoga 2008. (Wayback Machine)